# Козырев, Николай Иванович
Никола́й Ива́нович Ко́зырев (27 июня 1934 — 11 сентября 2021) — советский и российский дипломат. Чрезвычайный и полномочный посол (1991).

## Биография
Окончил Московский государственный институт международных отношений (МГИМО) МИД СССР (1958) и Высшую дипломатическую школу МИД СССР (1970). На дипломатической работе с 1958 года.
- В 1959—1963 годах — переводчик, атташе в Посольстве СССР в Иране.
- В 1965—1968 годах — третий секретарь, второй секретарь Посольства СССР в Иране.
- В 1972—1976 годах — первый секретарь Посольства СССР в Иране.
- В 1976—1979 годах — советник, заведующий сектором Отдела стран Среднего Востока МИД СССР.
- В 1979—1983 годах — советник Посольства СССР в Иране.
- В 1984—1987 годах — советник-посланник Посольства СССР в Афганистане.
- В 1987—1992 годах — посол по особым поручениям МИД СССР.
- С 16 октября 1991 по 6 апреля 1998 года — чрезвычайный и полномочный посол СССР, затем Российской Федерации в Ирландии (переназначен 10 февраля 1992)[2][3][4].
- С 1998 года — на преподавательской работе в Дипломатической академии МИД России.

## Дипломатический ранг
- Чрезвычайный и полномочный посол (16 октября 1991)[5].

## Награды и почётные звания
- Имеет правительственные российские и иностранные награды.
- Почётный работник Министерства иностранных дел Российской Федерации.
- Почётный профессор Дипломатической академии МИД России.

## Семья
Женат, имеет дочь.